# Rundkyrkan i Kallósd
Sankt Annas kyrka är en ungersk rundkyrka från 1200-talet. Den är ett viktigt nationellt monument och en unikt exempel på rundkyrkor från Árpádperioden. Kyrkan ligger i byn Kallósd som har mindre än 100 innevånare. Varje år besöker många turister byn som ligger i en liten dal vid älven Zala. 

## Historia
En gång var Kallósd en herrgård under Zalavár. 1203 gav godsets härskare bort det till en av Orosz från Komárs söner. Hans sonson, Miklós, (Karacs son), byggde sockenkyrkan cirka 1260. På 1300-talet tillhörde kyrkan klostret Kapornak. 
I början av 1700-talet flydde invånarna på grund av den turkiska invasionen. När befolkningen återvände till byn 1711 röjde de det vildvuxna området runt kyrkan och 1740 renoverades kyrkan. Kyrkans ingångsparti utvidgades på 1800-talet på grund av befolkningsökningen i byn. Den nya delen revs mellan 1989 och 1993 då man genomförde den senaste renoveringen. Kyrkan återställdes då till sin ursprungliga form som rundkyrka.

## Kyrkan
På den romanska kyrkans grundmur av sten står tegelväggar. Taket är format som en kyrkklocka och är täckt med kägelformade plattor. En lägre halvcirkelformad absid ansluter till rundkyrkans östsida. Utanpå kyrkan går vertikala linjer som är fördelade i sektioner (lisener). Vid sidan av den sydvästra ingången har man skurit ut bågformade fönster i väggen. Den gamla runda grundmuren, de utvändiga lisenerna, den halvcirkelformade absiden och kupolen visar att kyrkan uppfördes under den romanska perioden i mitten av 1200-talet.

## Kyrkan i dag
På 1990-talet byggde man en ny kyrka bredvid klockstapeln som är belägen mitt i byn. Man firar också sporadiska mässor i den 750 år gamla kyrkan som är belägen på kyrkogården ovanför byn. Varje sommar i juli och augusti arrangeras det konserter där.